# Antogny-le-Tillac
Antogny-le-Tillac ist eine französische Gemeinde mit 492 Einwohnern (Stand: 1. Januar 2022) im Département Indre-et-Loire in der Region Centre-Val de Loire; sie gehört zum Arrondissement Chinon und zum Kanton Sainte-Maure-de-Touraine. 

## Geographie
Antogny-le-Tillac liegt etwa 50 Kilometer südsüdwestlich von Tours an der Vienne, die die Gemeinde im Osten begrenzt.
Nachbargemeinden von Antogny-le-Tillac sind Pussigny im Norden, Les Ormes im Osten, Dangé-Saint-Romain im Süden und Südosten, Vellèches im Süden sowie Marigny-Marmande im Westen.
Durch die Gemeinde führt die Autoroute A10.

## Bevölkerungsentwicklung
| Jahr                       | 1962 | 1968 | 1975 | 1982 | 1990 | 1999 | 2006 | 2018 |
| Einwohner                  | 516  | 479  | 441  | 497  | 486  | 447  | 520  | 509  |
| Quellen: Cassini und INSEE |      |      |      |      |      |      |      |      |

## Sehenswürdigkeiten
- Kirche Saint-Vincent aus dem 12./13. Jahrhundert
- Etwa fünf Kilometer südwestlich liegt das Souterrain "La Grande Grille" (das große Gitter).

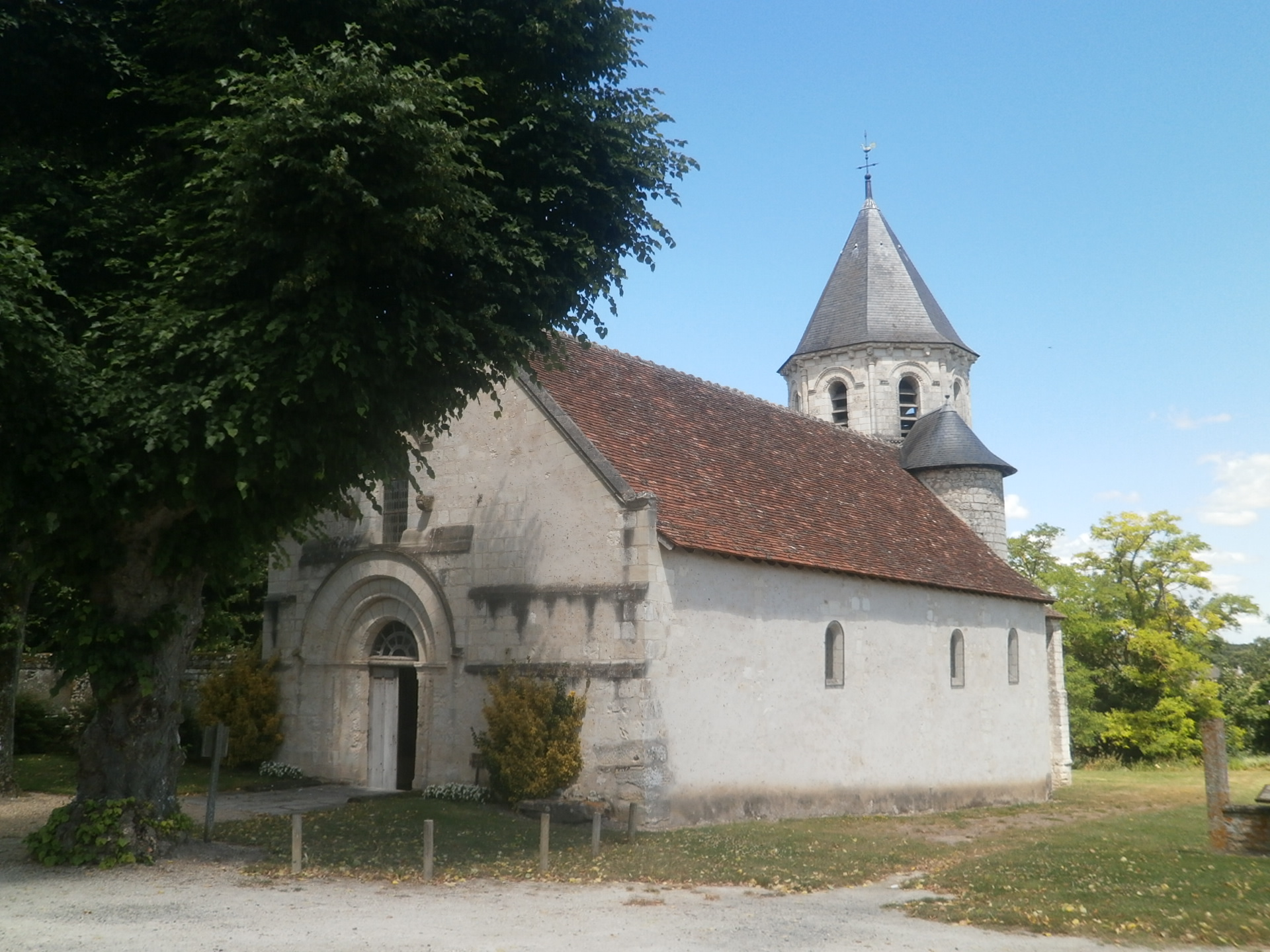
Kirche Saint-Vincent